# Halictus tsingtouensis
Halictus tsingtouensis är en biart som beskrevs av Embrik Strand 1910. Halictus tsingtouensis ingår i släktet bandbin, och familjen vägbin. Inga underarter finns listade i Catalogue of Life.